# Luzmila Carpio

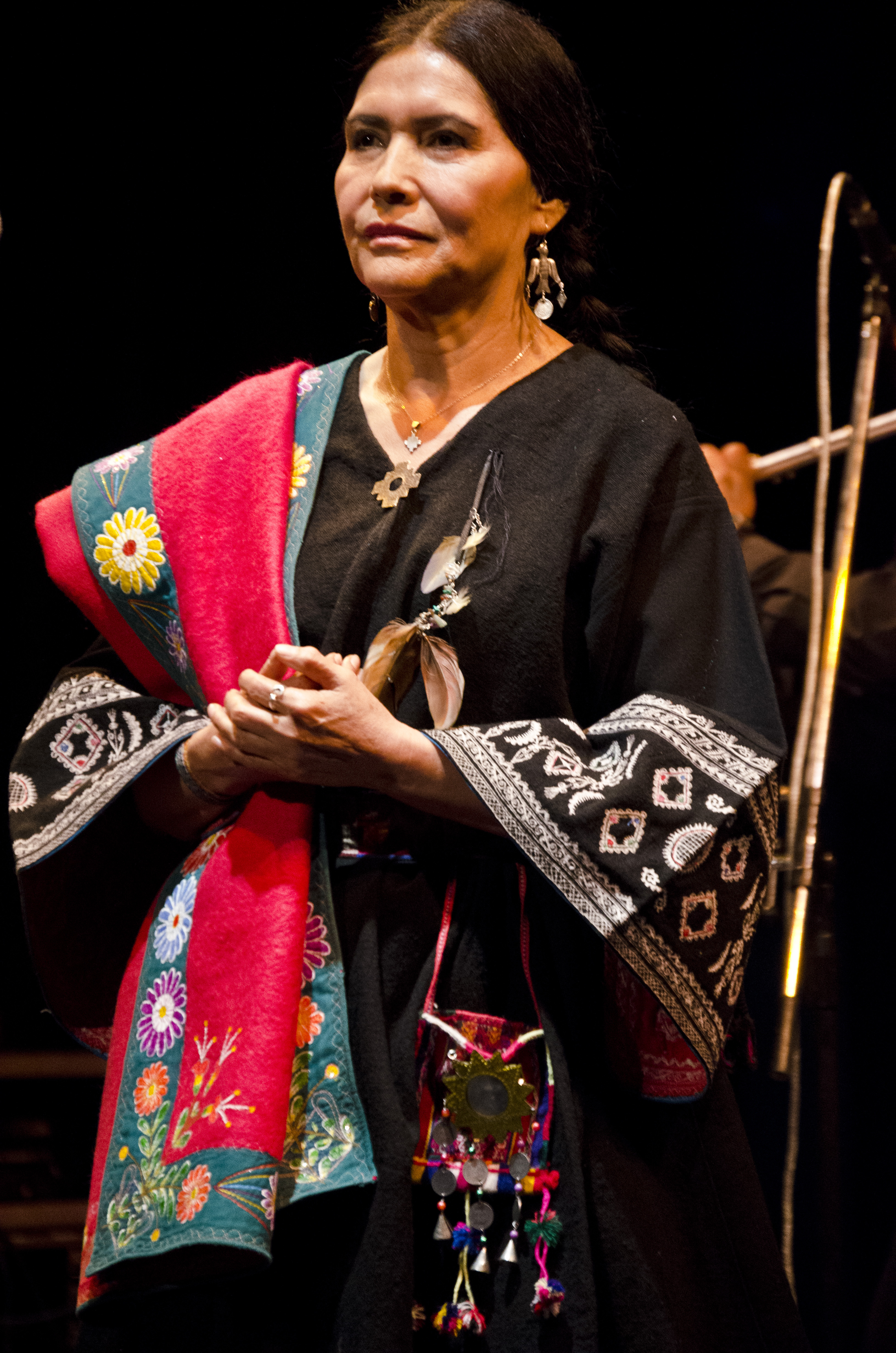
Luzmila Carpio, Mar del Plata (Argentinien), 2014

Luzmila Carpio (* 1954 in Qala-Qala, Departamento Potosí) ist eine indigene bolivianische Sängerin.
Luzmila Carpio wurde in einer Quechua-Gemeinde im Norden des bolivianischen Departamentos Potosí geboren und lernte als Kind die indigene bzw. quechuasprachige Musik ihrer Umgebung. Sie wuchs mit der traditionellen andinen Kultur auf, zu der eine starke Naturverbundenheit und die Verehrung der Mutter Erde (Pachamama) gehörten.
Als Jugendliche zog sie nach Oruro, wo sie als Sängerin lebte. Bei einem Radiosender sang sie die Nationalhymne Boliviens, das einzige spanischsprachige Lied, das sie kannte. Auf Grund ihrer Fähigkeiten wurde sie als Hauptsängerin in eine Band aufgenommen, die an einem Musikwettbewerb in Cochabamba teilnahm und so Luzmila weithin bekannt machte. Das von ihr in traditionellem andinem Stil komponierte Stück Siway Azucena wurde in ganz Bolivien beliebt und verhalf ihr so zum Durchbruch.
Entgegen der vorherrschenden Entwicklung hin zu einer Europäisierung der Kultur entschied sich Luzmila Carpio dafür, mit ihren Liedern die indigene Kultur der Anden zu verbreiten. Hierzu gehörte, dass sie, nachdem sie zeitweilig überwiegend Spanisch gesungen hatte, wieder weit überwiegend in ihrer Muttersprache Quechua, teilweise auch in Aymara sang. Mit der Entscheidung gegen den Trend nahm sie bewusst das Risiko geringerer Einnahmen in Kauf. Ihre Musik wurde somit auch zu einem Symbol für das kulturelle Selbstbewusstsein der indigenen Völker der Anden. In diesem Rahmen schrieb bzw. bearbeitete sie auch mehrere Kinderlieder, darunter z. B. Ima sarata munanki ‘Was für Mais willst du?’, Aylluman kutiripuna ‘Rückkehr zur Dorfgemeinde’. Diese Lieder sind bei den Kindern in ländlichen Schulen Boliviens beliebt.
Mit ihren Konzerten in Europa und CDs hat Luzmila Carpio inzwischen auch internationalen Erfolg.
Am 21. April 2006 wurde Luzmila Carpio von Präsident Evo Morales zur bolivianischen Botschafterin in Paris ernannt.